# Xenobiologie
Xenobiologie (XB) ist eine Teildisziplin der synthetischen Biologie, die sich mit der Synthese und der Manipulation komplexer biologischer Schaltkreise und Systeme beschäftigt. Die Vorsilbe stammt von griechisch ξένος xénos, deutsch ‚Gast, Fremder‘ ab, was anzeigt, dass Xenobiologie biologische Formen beschreibt, die der Wissenschaft bisher unbekannt oder nicht natürlichen Ursprungs sind. In experimenteller Praxis bezeichnet die Xenobiologie neuartige biologische und biochemische Systeme, die sich von dem kanonischen DNA-RNA-20 Aminosäurensystem unterscheiden (siehe dazu Zentrales Dogma der Molekularbiologie). In diesem Sinne werden in der Xenobiologie in den natürlichen DNA- und RNA-Molekülen die Nukleinbasen durch Nicht-Standard-Basen ersetzt (Nukleinsäure-Analoga) und/oder die Zucker Ribose (bei RNA) bzw. Desoxyribose (bei DNA) durch geeignete Substituenten ausgetauscht (Xenonukleinsäuren, XNA). Ebenfalls fokussiert sich Xenobiologie auf die Erweiterung des genetischen Codes und den Einbau nichtproteinogener Aminosäuren (nichtkanonische Aminosäuren) in Proteine.

## Abgrenzung zwischen Xeno-, Exo- und Astrobiologie
Das Präfix astro- (von griechisch ἄστρον ástron, deutsch ‚Stern(-bild)‘) besitzt als Bestimmungswort die Bedeutung Gestirn-, Stern-, Weltall, wobei Exo (von griechisch ἔξω éxō, deutsch ‚ex = (her)aus‘) als Bestimmungswort der Bedeutung außen, außerhalb zugeordnet wird. Exobiologie und Astrobiologie beschäftigen sich mit der möglichen Existenz und Entstehung von außerirdischem Leben und der allgemeinen Suche nach Leben im All, wobei sich dabei das Interesse meist auf Planeten in der habitablen Zone konzentriert. Im Gegensatz zu Astrobiologen, die versuchen, mögliches extraterrestrisches Leben im Universum zu detektieren und zu analysieren, beschäftigen sich Xenobiologen mit dem Versuch, Lebensformen mit grundlegend anderer Biochemie oder abweichendem genetischen Code auf der Erde zu entwickeln.

## Ziele der Xenobiologie
Die Xenobiologie hat den Anspruch, fundamentale Prinzipien der Biologie und Wissen über den Ursprung des Lebens aufzudecken. Um diesen besser zu verstehen, ist es wichtig, herauszufinden, warum sich das Leben (höchstwahrscheinlich) über eine frühe RNA-Welt (oder ein RNA-Protein-System, auch Ribonukleoprotein-Welt oder RNP-Welt genannt) zum heutigen DNA-RNA-Protein-System mit einem universellen genetischen Code entwickelt hat. In diesem Zusammenhang stehen die Fragen, ob das Leben ein evolutiver „Zufall“ war oder ob bestimmte selektive Zwänge existierten, die eine andere Biochemie des Lebens von Anfang an ausschlossen. Durch das Erzeugen alternativer biochemischer „Ursuppen“ wird erwartet, fundamentale Prinzipien zu ergründen, die zur Entwicklung des Lebens, wie wir es heute kennen, beigetragen haben.
Abseits von der Grundlagenforschung bietet die Xenobiologie zahlreiche neue Ansätze zur Entwicklung industrieller Produktionssysteme, mit denen neuartige Herstellungsmöglichkeiten im Bereich des Biopolymer Engineerings und der Pathogenresistenzen geschaffen werden. Der genetische Code kodiert in allen Organismen 20 kanonische Aminosäuren, die zur Proteinbiosynthese verwendet werden. In seltenen Fällen werden darüber hinaus die speziellen Aminosäuren Selenomethionin, Selenocystein und Pyrrolysin durch zusätzliche Translationskomponenten in Proteine eingebaut. Es gibt jedoch 700 weitere Aminosäuren, die in der Biochemie bekannt sind und deren Eigenschaften man nutzen könnte, um das Potential von Proteinen im Hinblick auf effizientere katalytische Funktionen oder Materialeigenschaften zu verbessern. Das EU-geförderte Projekt METACODE beispielsweise verfolgt das Ziel, die Metathese - ein nützlicher katalytischer Vorgang, der in lebenden Organismen bisher unbekannt ist - in Bakterienzellen zu etablieren. Weiteres Potential für die Verbesserung von Produktionsprozessen durch die Xenobiologie liegt in der Möglichkeit, das Risiko von Viren- oder Bakteriophagenbefall während der Kultivierung zu minimieren. Xenobiologische Zellen eigneten sich nicht mehr als Wirte für Viren und Phagen (Bakterienviren), da sie durch eine sogenannte „semantische Eindämmung“ eine höhere Resistenz aufweisen.
Xenobiologie ermöglicht die Entwicklung neuartiger Systeme der Eindämmung genetisch modifizierter Organismen (Biocontainment). Dabei wird das Ziel verfolgt, mit einer „genetischen Firewall“ derzeitige Eindämmungsansätze zu verstärken und zu diversifizieren. Ein vielfach angeführter Kritikpunkt an der traditionellen Gentechnik und Biotechnologie ist die Möglichkeit des horizontalen Gentransfers von gentechnisch veränderten Organismen in die Umwelt und daraus entstehende potentielle Risiken für die Natur und die menschliche Gesundheit. Eine der Hauptideen der Xenobiologie ist es nun, alternative genetische Codes und biochemische Grundbausteine zu entwickeln, sodass ein horizontaler Gentransfer nicht länger möglich ist. Eine veränderte Biochemie würde neue synthetische Auxotrophien ermöglichen und diese nutzen, um orthogonale biologische Systeme zu erzeugen, die nicht länger kompatibel mit den natürlichen genetischen Systemen sind.

## Wissenschaftlicher Ansatz
Die Xenobiologie verfolgt das Ziel, biologische Systeme zu konstruieren und herzustellen, die sich von ihren natürlichen Vorlagen auf einer oder mehreren fundamentalen Ebenen unterscheiden. Im Idealfall wären diese neuartigen Lebewesen in jedem möglichen biochemischen Aspekt unterschiedlich und enthielten einen sehr stark abgeänderten genetischen Code. Das Langzeitziel ist es, eine Zelle zu entwickeln, die ihre genetische Information nicht mehr in DNA speichert und mit 20 Aminosäuren übersetzt, sondern in alternativen Informationsträger-Polymeren, die aus XNA, alternativer Basenpaarung und nichtkanonischen Aminosäuren (d. h. einem veränderten genetischen Code) bestehen. Bislang gelang es nur, Zellen zu erzeugen, die eine oder zwei der genannten Eigenschaften implementiert hatten.

### Xenonukleinsäuren (XNA)
Ursprünglich entstand die Forschung nach alternativen DNA-Formen aus der Frage nach der Entstehung des Lebens sowie warum RNA und DNA durch die (chemische) Evolution den Vorzug vor anderen möglichen Nukleinsäurestrukturen erhielten. Eine systematische Untersuchung, die auf die Diversifizierung der chemischen Nukleinssäurenstruktur abzielte, resultierte in völlig neuartigen informationstragenden Biopolymeren. Bisher wurden mehrere XNAs mit neuem chemischen Grundgerüst oder neuartigen Nukleobasen synthetisiert, zum Beispiel hexose nucleic acid (HNA), threose nucleic acid (TNA), glycol nucleic acid (GNA) und cyclohexenyl nucleic acid (CeNA). Der Einbau von XNA in ein Plasmid in Form von drei HNA-Codons wurde bereits 2003 erfolgreich durchgeführt. Diese Xenonukleinsäuren werden bereits in vivo in Escherichia coli als Vorlage für die DNA-Synthese genutzt. Dabei wurden eine binäre genetische Kassette (G/T) und zwei Nicht-DNA-Basen (Hx/U) verwendet. Während der Einbau von CeNA ebenfalls erfolgreich durchgeführt werden konnte, scheiterte bisher jeder Versuch, GNA als Rückgrat zu verwenden, da in diesem Fall zu große Unterschiede zum natürlichen System bestehen, um als Matrize für die Biosynthese von DNA durch die natürliche Maschinerie zu dienen.

### Erweiterung des genetischen Alphabetes
Während XNA auf Modifikation im Polymerrückgrat oder an den Nukleobasen basiert, zielen andere Versuche darauf ab, das natürliche Alphabet der DNA bzw. RNA auszutauschen oder mit unnatürlichen Basenpaaren (englisch unnatural base pair, UBP) zu erweitern oder komplett zu ersetzen (Nukleinsäre-Analoga). Zum Beispiel wurde DNA hergestellt, die statt der vier Standardnukleobasen (A, T, G und C) ein erweitertes Alphabet mit 6 Nukleobasen (A, T, G, C, dP und dZ) enthielt. Dabei steht bei diesen zwei neuen Basen dP für 2-Amino-8-(1′-β-D-2′-desoxyribofuranosyl)-imidazo[1,2-a]-1,3,5-triazin-4(8H)-on und dZ für 6-Amino-5-nitro-3-(1′-β-D-2′-desoxyribofuranosyl)-2(1H)-pyridon. In einer systematischen Studie untersuchten Leconte et al. die mögliche Einbaubarkeit von 60 Basenkandidaten (dies entspräche 3600 möglichen Basenpaaren) in die DNA.
Im Jahr 2006 wurden erstmals eine DNA mit um eine Benzolgruppe bzw. eine Naphthylgruppe erweiterten Basen untersucht (je nach Stellung der Erweiterungsgruppen entweder xDNA bzw. xxDNA oder yDNA bzw. yyDNA genannt). Diese erweiterten Basenpaare, die auf der Chemie eines natürlichen DNA-Rückgrats existieren, könnten jedoch wahrscheinlich in begrenztem Rahmen wieder in natürliche DNA umgewandelt werden.
Yorke Zhang et al. berichteten zur Jahreswende 2016/2017 über halbsynthetische Organismen mit einer DNA, die um die Basen X (alias NaM) und Y' (alias TPT3) bzw. die Nukleotide (Desoxyribonukleotide) dX (dNaM) und dY' (dTPT3) erweitert wurde, die miteinander paaren. Vorausgegangen waren Versuche mit Paarungen auf Basis der Basen X und Y (alias 5SICS), d. h. der Nukleotiden dX und dY (alias d5SICS).
Anfang 2019 wurde über DNA und RNA mit jeweils acht Basen (vier natürliche und vier synthetische) berichtet, die sich alle paarweise einander zuordnen (Hachimoji-DNA).

### Neuartige Polymerasen
Weder XNA noch die unnatürlichen Basen werden von natürlichen Polymerasen erkannt. Demnach ist eine der größten Herausforderungen die Entwicklung und Herstellung neuartiger Polymerasetypen, die in der Lage sind, diese neuartigen Strukturen zu replizieren. So wurde bereits eine modifizierte Variante der HIV-Reverse Transkriptase entdeckt, die imstande war, in einer PCR-Amplifikation ein Oligonukleotidamplifikat zu erzeugen, das ein zusätzliches drittes Basenpaar enthielt.
Pinheiro u. a. (2012) demonstrierten, dass mittels der Evolution und Konstruktion von Polymerasen genetische Information (von unter 100 bp Länge) erfolgreich gespeichert und wiederhergestellt werden kann. Dies geschah auf der Basis von sechs alternativen Informationsspeicher-Polymeren (Xenonukleinsäuren).  Mit einer modifizierten Polymerase war auch die Transkription der Hachimoji-DNA in Hachimoji-RNA in vitro möglich.

### Erweiterung des genetischen Codes
Eines der Ziele der Xenobiologie und auch der Biochemie ist die Umgestaltung des universellen genetischen Codes. Der derzeit vielversprechendste Ansatz zum Erreichen dieses Zieles ist die Neubesetzung von seltenen oder sogar unbenutzten Codons. Im Idealfall entstünden dadurch „Leerstellen“ im derzeitigen Code, die mit neuen, nichtkanonischen Aminosäuren (ncAA) neu besetzt werden können („Expansion des genetischen Codes“, engl. code expansion).
Da derartige Strategien sehr schwer zu implementieren sind und viel Zeit erfordern, können kurzfristig auch Abkürzungen genommen werden. So werden beim „Engineering des genetischen Codes“ (engl. code engineering) beispielsweise Bakterien, die bestimmte Aminosäuren nicht selbst herstellen können, unter bestimmten Kulturbedingungen isostrukturelle Analoga der natürlichen Aminosäuren angeboten, die sie dann statt der natürlichen Aminosäuren in Proteine einbauen. Bei dieser Methode wird jedoch nur eine kanonische Aminosäure durch eine nichtkanonische ersetzt und es kommt strenggenommen nicht zu einer „Erweiterung“ des genetischen Codes. Auf diese Weise ist es jedoch leicht möglich, mehrere nichkanonische Aminosäuren gleichzeitig in Proteine einzubauen. Das Aminosäurereportoire kann jedoch nicht nur erweitert, sondern auch reduziert werden.
Die Codonspezifität kann geändert werden, indem neue tRNA/Aminoacyl-tRNA-Synthetasepaare so modifiziert werden, dass sie andere Codons erkennen. Zellen mit solch neuer Konfiguration sind dann in der Lage, mRNA-Sequenzen zu entziffern, die für die natürliche Proteinbiosynthesemaschinerie unbrauchbar wären.
Neuartige tRNAs/Aminoacyl-tRNA-Synthetasepaare können darauf aufbauend auch für den ortsspezifischen In-vivo-Einbau von nichtkanonischen Aminosäuren herangezogen werden.
In der Vergangenheit geschah die Neuordnung von Codons hauptsächlich nur in einem sehr limitierten Rahmen. Im Jahr 2013 jedoch wurde zum ersten Mal ein komplettes Codon aus einem Genom entfernt, das nun frei für die Belegung mit neuen Aminosäuren ist. Konkret konnten die Gruppen um Farren Isaac und Georg Church an der Harvard-Universität alle 314 TAG-Stopcodons im Genom von E. coli durch TAA-Stopcodons ersetzen, wobei sie demonstrierten, dass ein massiver Austausch von einzelnen Codons durch andere ohne letale Effekte für den jeweiligen Organismus möglich ist. Aufbauend auf diesem Erfolg des genomweiten Codonaustausches, konnten die Arbeitsgruppen 13 Codons in 42 essentiellen Genen durch deren Synonyme ersetzen und so in diesen Genen den genetischen code von 64 auf 51 verwendete Codons verringern.
Ein noch radikalerer Schritt zur Veränderung des genetischen Codes ist der Übergang weg von den natürlichen Triplett-Codons und hin zu Quadruplett- oder sogar Pentaplett-Codons. Masahiko Sisido, Peter Schultz et al. leisteten auf diesem Gebiet Pionierarbeit, wobei Sisido es schaffte, in einem zellfreien System einen Pentaplett-Code zu etablieren, während Schultz et al. 2004 und Costello et al. 2024 sogar Bakterien dazu brachte, mit Quadruplett-Codons statt der üblichen Tripletts zu arbeiten. Letztendlich ist es möglich, sogar die oben erwähnten nichtnatürliche Nukleobasen zu nutzen, um nichtkanonische Aminosäuren in Proteine einzubringen. Im Jahr 2017 wurden Escherichia coli publiziert, die sechs Nukleotide anstatt der üblichen vier verwenden können.

### Gelenkte Evolution
Eine weitere Möglichkeit, DNA durch XNA zu ersetzen, wäre es, anstatt der genetischen Moleküle gezielt die Zellumgebung zu verändern. Dieser Ansatz wurde bereits erfolgreich von Marliere und Mutzel demonstriert, indem sie einen neuen E.-coli-Stamm herstellten, der über eine DNA-Struktur verfügt, die sich aus den Standardnukleotiden A, C und G sowie aus einem synthetischen Thyminanalogon zusammensetzt. Dabei wurde das Thyminanalogon 5-Chloruracil sequenzspezifisch an alle Positionen des natürlichen Thymins ins Genom eingebaut. Um zu wachsen, sind diese Zellen von der externen Zugabe der Base 5-Chloruracil abhängig, verhalten sich aber ansonsten wie normale Colibakterien. Mit diesem Ansatz entstehen zwei Schutzebenen, um jegliche Interaktion zwischen nichtnatürlichen und natürlichen Bakterien zu verhindern, da der Stamm über eine Auxotrophie für eine nichtnatürliche chemische Substanz besitzt und der Organismus ebenfalls eine DNA-Form hat, die von keinen anderen Organismen entschlüsselt werden kann.

### Künstliche Nukleopeptide
Eine weitere Möglichkeit, künstiche Nukleopeptide zu erzeugen, ist die Kombination (gewöhnlicher) rechtshändiger DNA mit künstlichen ebenfalls rechtshändigen Peptiden – natürliche Peptide und Proteine sind aus linkshändigen Aminosäuren aufgebaut.

## Biologische Sicherheit
Xenobiologische Systeme wurden entwickelt, um orthogonal zu den natürlichen biologischen Systemen unseres Planeten zu sein. Ein (jedoch bisher rein hypothetischer) XNA-Organismus, der XNA, andere Basenpaare und neue Polymerasen besitzt sowie einen veränderten genetischen Code verwendet, wird nur sehr schwer in der Lage sein, mit den natürlichen Formen des Lebens auf genetischer Ebene zu interagieren. In diesem Sinne repräsentierten xenobiologische Organismen eine genetische Enklave, die genetische Informationen mit natürlichen Zellen nicht austauschen kann. Die Veränderung der genetischen Replikationsmaschine einer Zelle führt daher zu einer sogenannten „semantischen Eindämmung“. Als Sicherheitskonzept kann diese - in Analogie zur Informationsverarbeitung im IT-Bereich – als eine genetische Firewall bezeichnet werden. Dieses Konzept einer genetischen Firewall scheint mehrere Einschränkungen bestehender biologischer Sicherheitssysteme zu beheben. Erste experimentelle Belege, die das theoretische Konzept der genetischen Firewall als probates Zukunftsinstrument ausweisen, wurden 2013 mit der Erstellung eines genomrekodierten Organismus (GRO) geliefert. In diesem Organismus wurden alle TAG-Stopcodons in E. coli durch TAA-Codons ersetzt. Dies ermöglichte die Deletion des Freisetzungsfaktors RF 1 und darauf aufbauend die Neubesetzung des TAG-Codons, das vom Stopp-Signal zum Aminosäure-Codon umgewandelt wurde. Dieser GRO zeigte in Folge eine höhere Resistenz gegenüber T7-Bakteriophageninfektionen. Dies unterstreicht, dass alternative genetische Codes die genetische Kompatibilität verringern können. Nichtsdestotrotz ist dieser GRO seinen natürlichen Vorgängern immer noch sehr ähnlich und verfügt dementsprechend noch nicht über eine „genetische Firewall“. Das Beispiel verdeutlicht jedoch, dass die Neubesetzung einer größeren Anzahl von Triplett-Codons die Perspektive eröffnet, in nicht so ferner Zukunft Bakterienstämme zu erzeugen, die XNA, neue Basenpaare, neue genetische Codes usw. verwenden. Mit diesen semantischen Veränderungen wären diese Stämme dann nicht mehr in der Lage, genetische Informationen mit der natürlichen Umwelt auszutauschen. Während solch eine genetische Firewall semantische Eindämmungsmechanismen in neue Organismen implementieren würde, müssen ebenfalls neue biochemische Systeme für Toxine und Xenobiotika erst noch entwickelt werden.

## Gesetzliche Rahmenbedingungen, Regulierung
Xenobiologie könnte die derzeit gültigen regulatorischen Rahmenbedingungen sprengen und zu neuen rechtlichen Herausforderungen führen. Derzeit beschäftigen sich Gesetze und Richtlinien zwar mit genetisch veränderten Organismen (GMOs), erwähnen aber in keiner Weise chemisch modifizierte oder genomrekodierte Organismen. Wenn man berücksichtigt, dass richtige xenobiologische Organismen in den nächsten Jahren noch nicht zu erwarten sind, haben Entscheidungsträger immer noch Zeit, sich auf die zukünftigen regulatorischen Herausforderungen vorzubereiten. Seit 2012 gibt es in den USA entsprechende politische Berater, vier nationale Ausschüsse für Biosicherheit in Europa die European Molecular Biology Organisation, sowie das Scientific Committee on Emerging and Newly Identified Health Risks (SCENIHR) der Europäischen Kommission in drei Stellungnahmen (Definition, Risk assessment methodologies and safety aspects, and Risks to the environment and biodiversity related to synthetic biology and research priorities in the field of synthetic biology) um diese Thematik als zukünftig zu regelndes Feld aufzuarbeiten.